# 贺阳宫恒宪王

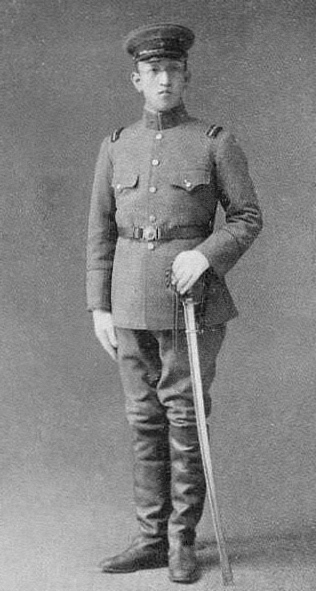
士官候补生时期的恒宪王

贺阳宫恒宪王（日语：賀陽宮恒憲王，かやのみや つねのりおう；1900年1月27日—1978年1月3日），脱离皇籍后改称贺阳恒宪（日语：かや つねのり），是日本的旧皇族、陆军军人。伊势神宫祭主贺阳宫邦宪王的长子，賀陽宮第二代當主。官位为陆军大学校校长、陆军中将，大勋位功三级。王妃为九条道实公爵的五女九条敏子。第二次世界大战后脱离皇籍。

## 概要
贺阳宫恒宪王1900年1月27日出生于京都府。
贺阳宫恒宪王后加入军队，升迁至陆军中将。曾担任中支那派遣军参谋。历任东京、名古屋各部队的师团长，及陆军大学校校长等要职。

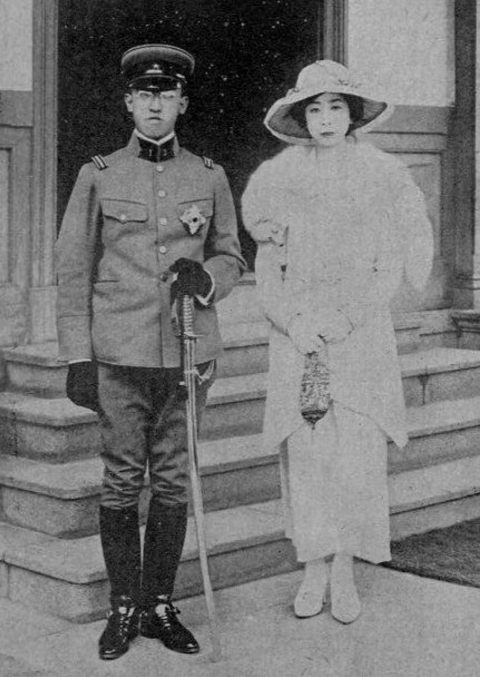
恒宪王与敏子

1947年10月14日降为臣籍，三天后的10月17日更名为贺阳恒宪，在臣籍降下之后被公职追放（1952年解除）。
因其生活简朴，被国民称为“平民一般的宫家大人”（平民的な宮様）。同时，恒宪王也有“棒球宫家”（野球の宮様）的称号。1934年，恒宪王曾在美国纽约洋基体育场观看棒球比赛。
二战结束后，担任御歌所长，历任日清生命社友会会长等公职。
贺阳宫恒宪王的宅邸现为千鸟渊战殁者墓苑的一部分。

## 荣誉
- 1920年（大正9年）12月25日 -  勋一等旭日桐花大授章
- 1930年（昭和5年）12月5日 -  帝都复兴纪念章
- 1940年（昭和15年）8月15日 -  纪元二千六百年祝典纪念章

## 个人生活
贺阳宫恒宪王热爱骑马，曾担任日本第一家马术俱乐部——“神户马术俱乐部”主办的第2至第4届“全国马术大会”总裁。 

## 书法作品

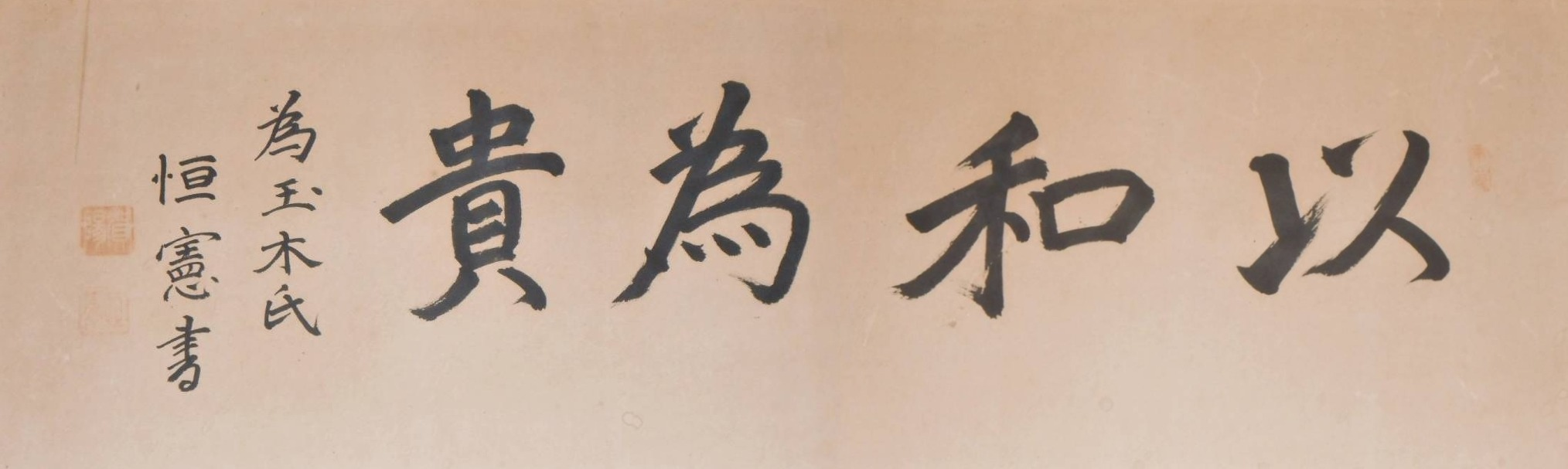
“以和为贵”，贺阳宫恒宪王所书。

## 家族
- 父：贺阳宫邦宪王
- 母：邦宪王妃好子
- 兄弟：由纪子女王（日语：町尻由紀子） - 恒宪王 - 佐纪子女王（日语：武彦王妃佐紀子女王）
- 妻：九条敏子（九条道实五女）
- 子：
  - 长子：邦寿王（1922年-1986年） - 陆军士官学校55期毕业。贺阳政治经济研究所长。
  - 长女：美智子女王（1923年-2009年） - 嫁与德大寺齐定，后与其离婚。
  - 次子：治宪王（1926年-2011年） - 海军兵学校75期毕业。曾任日本外务省国连局长、驻以色列、丹麦、巴西大使、外务省研修所长、交流协会顾问。
  - 三子：章宪王（1929年-1994年）- 工作于第一劝业银行。
  - 四子：文宪王（1931年-2021年） - 工作于高岛屋。
  - 五子：宗宪王（1935年-2017年） - 工作于味之素，曾任大日本居合道联盟（日语：大日本居合道連盟）会长。
  - 六子：健宪王（1942年-2017年） - 工作于日本交通公社（日语：日本交通公社 (公益財団法人)）。

三子章宪王之子贺阳正宪是日本现任天皇德仁的同学，在民间企业工作后成为国家公务员。

## 年表
| 1900年1月27日  | 出生                           |
| 1920年1月27日  | 成为贵族院议员（皇室议员）     |
| 1920年5月      | 陆军士官学校毕业（32期）       |
| 1920年12月     | 任陆军骑兵少尉、骑兵第10联队付 |
| 1921年1月      | 骑兵第1联队付                  |
| 1921年5月3日   | 与九条敏子成婚                 |
| 1923年7月29日  | 美智子女王出生                 |
| 1923年8月      | 任陆军骑兵中尉                 |
| 1926年7月      | 任陆军骑兵大尉                 |
| 1926年7月3日   | 治宪王出生                     |
| 1926年12月     | 陆军大学校毕业（38期）         |
| 1927年3月      | 骑兵第3联队中队长              |
| 1928年3月      | 参谋本部付                     |
| 1928年8月      | 参谋本部部员                   |
| 1929年8月17日  | 章宪王诞生                     |
| 1931年7月12日  | 文宪王诞生                     |
| 1931年8月1日   | 任陆军骑兵少佐                 |
| 1932年11月     | 陆军大学校教官                 |
| 1934年3月      | 派遣往欧美                     |
| 1935年3月      | 任陆军骑兵中佐                 |
| 1935年8月1日   | 骑兵第10联队长                 |
| 1935年11月24日 | 宗宪王出生                     |
| 1936年12月1日  | 骑兵第16联队长                 |
| 1937年11月1日  | 陆军大学校教官                 |
| 1938年3月1日   | 任陆军骑兵大佐                 |
| 1938年7月15日  | 中支那派遣军参谋               |
| 1939年6月15日  | 参谋本部员                     |
| 1939年7月5日   | 大本营参谋                     |
| 1940年12月2日  | 少将，第2骑兵旅团长            |
| 1941年7月1日   | 近卫混成旅团长                 |
| 1942年3月2日   | 陆军户山学校校长               |
| 1942年8月5日   | 建宪王诞生                     |
| 1943年3月1日   | 陆军中将，留守第3师团长        |
| 1943年6月10日  | 第43师团长                     |
| 1944年4月6日   | 留守近卫第2师团长              |
| 1944年7月18日  | 陆军航空总监部付               |
| 1945年3月9日   | 陆军大学校长                   |
| 1945年9月16日  | 军事参议官                     |
| 1945年11月16日 | 待命                           |
| 1945年11月30日 | 预备役、掌典长兼御歌所长       |
| 1946年2月      | 免去掌典长兼御歌所长           |
| 1946年5月23日  | 免去贵族院议员                 |
| 1947年10月14日 | 臣籍降下                       |
| 1947年10月15日 | 公职追放                       |
| 1952年4月8日   | 解除公职追放                   |
| 1978年1月3日   | 逝世                           |